# Dan Fowler
Daniel „Dan“ W. Fowler (* 11. Juli 1914 in Rochester, New York; † 10. September 1991 ebenda) war ein US-amerikanischer Fußballspieler und -funktionär. Im Jahre 1970 wurde er in der Kategorie „Funktionär“ in die National Soccer Hall of Fame aufgenommen.

## Leben und Karriere
Daniel W. Fowler wurde am 11. Juli 1914 in der Großstadt Rochester am Südufer des Lake Ontario geboren. Bereits während seiner High-School- und Jugendzeit spielte er aktiv Fußball und wechselte mit fortgeschrittenem Alter in den Herrenbereich. Noch kurz vor dem Karriereende als Aktiver wechselte er als Funktionär in den administrativen Bereich. Hierbei wurde er zugleich Schatzmeister der Northwestern Inter-City League und Vizepräsident der State Association, also quasi des Landesverbandes, im Jahre 1946. Zwei Jahre später beendete er seine Karriere als Aktiver und wurde Sekretär der State Association sowie Präsident der Liga. In weiterer Folge wurde Fowler 1951 zum Präsidenten der State Association ernannt und war in dieser Position zehn Jahre lang bis 1961 tätig. Zeitgleich agierte er auch weiterhin als Präsident der Northwestern Inter-City League. Im Jahre 1970 folgte die Aufnahme in der Kategorie „Funktionär“ in die National Soccer Hall of Fame. Neun Jahre später folgte ihm seine Frau Margaret Fowler, die ebenfalls im administrativen Bereich im Fußball aktiv war, in die Ruhmeshalle. Am 10. September 1991 verstarb Fowler, rund ein halbes Jahr nach seiner Ehefrau, in seiner Heimatstadt Rochester im US-Bundesstaat New York.